# Daouitherium
Daouitherium is geslacht van uitgestorven slurfdieren uit de Numidotheriidae. Dit geslacht leefde tijdens het Eoceen in het noordwesten van Afrika.
Met een geschat gewicht van 80 tot 170 kilogram was Daouitherium het eerste grote Afrikaanse zoogdier. De fossiele vondsten dateren uit het Ypresien en zijn gedaan in het Ouled Abdoun-bekken in Marokko.